# Campeonato Mundial de Esquí Alpino de 1938
El VIII Campeonato Mundial de Esquí Alpino se celebró en la localidad alpina de Engelberg (Suiza) en 1938 bajo la organización de la Federación Internacional de Esquí (FIS) y la Asociación Suiza de Esquí.

## Resultados

### Masculino
| Evento    | Oro                       | Plata                     | Bronce                      |
| --------- | ------------------------- | ------------------------- | --------------------------- |
| Descenso  | James Couttet Francia     | Emile Allais Francia      | Hellmut Lantschner Alemania |
| Eslalon   | Rudolf Rominger · Suiza · | Emile Allais Francia      | Hellmut Lantschner Alemania |
| Combinado | Emile Allais Francia      | Rudolf Rominger · Suiza · | Hellmut Lantschner Alemania |

### Femenino
| Evento    | Oro                    | Plata                   | Bronce                   |
| --------- | ---------------------- | ----------------------- | ------------------------ |
| Descenso  | Lisa Resch Alemania    | Christl Cranz Alemania  | Käthe Grasegger Alemania |
| Eslalon   | Christl Cranz Alemania | Nini Arx-Zogg · Suiza · | Erna Steuri · Suiza ·    |
| Combinado | Christl Cranz Alemania | Lisa Resch Alemania     | Käthe Grasegger Alemania |

## Medallero
| Núm. | País      | Oro | Plata | Bronce | Total |
| ---- | --------- | --- | ----- | ------ | ----- |
| 1    | Alemania* | 3   | 2     | 5      | 10    |
| 2    | Francia   | 2   | 2     | 0      | 4     |
| 3    | Suiza     | 1   | 2     | 1      | 4     |
|      | TOTAL     | 6   | 6     | 6      | 18    |

(*) - Época del Tercer Reich.